# Leith Stevens

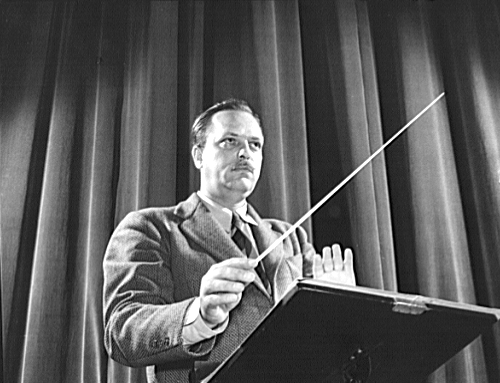
Leith Stevens als Dirigent (Juni 1942)

Leith Stevens (* 13. September 1909 in Mount Moriah, Missouri; † 23. Juli 1970 in Los Angeles, Kalifornien) war ein US-amerikanischer Dirigent, Liedtexter und Komponist von Filmmusik.

## Biografie
Stevens galt als Wunderkind und erhielt eine musikalische Ausbildung durch die Altistin und Opernsängerin Ernestine Schumann-Heink. Während des Zweiten Weltkriegs war er Direktor des Radioprogramms für den Südwestpazifik des Büros für Kriegsinformation sowie Musikalischer Direktor des War Production Board. Er begann seine Laufbahn in der Filmwirtschaft Hollywoods 1942 bei Syncopation und war als Musikdirektor und Komponist bei der Erstellung von mehr als 80 Film- und Fernsehproduktionen tätig.
Bei der Verleihung der Golden Globe Awards 1951 war er für Endstation Mond (1950) für den Golden Globe Award für die beste Filmmusik nominiert. Bei der Oscarverleihung 1957 folgte zusammen mit Tom Adair für „Julie“ aus dem Film Mord in den Wolken (1956) eine Nominierung für den Oscar in der Kategorie bester Song, ehe er 1960 für den Oscar für die beste Filmmusik für Fünf Pennies (The Five Pennies, 1959) nominiert wurde.
Nach einer Nominierung für einen Emmy 1962 für herausragende Verdienste für eigens für das Fernsehen komponierte Musik für die Folge „Eine Ladung Tomaten“ aus der Fernsehserie Heute Abend Dick Powell (1961), folgte bei der Oscarverleihung 1964 eine letzte Nominierung für den Oscar in der Kategorie beste Filmmusik für Eine neue Art von Liebe (A New Kind of Love, 1963).
Weitere Filme, bei denen er musikalisch beteiligt war, waren Der jüngste Tag (1951), Kampf der Welten (1953), Stoßtrupp Saipan (1960) und General Pfeifendeckel (1961). Stevens arbeitete im Laufe seiner Karriere mit Filmregisseuren wie Rudolph Maté, Byron Haskin, Melville Shavelson, Phil Karlson, Irving Pichel und Andrew L. Stone zusammen.
Er war außerdem Komponist, Dirigent und Texter der Musik von Fernsehserien wie zum Beispiel Rauchende Colts, Verschollen zwischen fremden Welten, Drei Mädchen und drei Jungen, Männerwirtschaft, Kobra, übernehmen Sie sowie Mannix.

## Filmografie (Auswahl)
- 1948: Alle meine Söhne (All My Sons)
- 1948: Betrug (Larceny)
- 1949: Verführt (Not Wanted)
- 1950: Endstation Mond (Destination Moon)
- 1950: Der Weihnachtswunsch (The Great Rupert)
- 1950: Lügende Lippen (Never Fear)
- 1950: Ende im Morgengrauen (The Sun Sets at Dawn)
- 1951: Der jüngste Tag (When Worlds Collide)
- 1952: Die Stadt der tausend Gefahren (The Atomic City)
- 1952: Navajo
- 1952: Sturm über Tibet (Storm Over Tibet)
- 1953: Der Mann mit zwei Frauen (The Bigamist)
- 1953: Kampf der Welten (The War of the Worlds)
- 1953: Der Wilde (The Wild One)
- 1953: Starr vor Angst (Scared Stiff)
- 1953: Der Anhalter (The Hitch-Hiker)
- 1953: Crazylegs
- 1954: The Bob Mathias Story
- 1954: Hölle 36 (Private Hell 36)
- 1956: Mord in den Wolken (Julie)
- 1956: Planet des Grauens (World Without End)
- 1958: Strich durch die Rechnung (The Gun Runners)
- 1959: Fünf Pennies (The Five Pennies)
- 1961: General Pfeifendeckel (On the Double)
- 1963: Eine neue Art von Liebe (A New Kind of Love)
- 1967: Chuka